# 二戸地区広域行政事務組合
二戸地区広域行政事務組合（にのへちくこういきぎょうせいじむくみあい）は、岩手県二戸市、二戸郡一戸町、九戸郡軽米町及び九戸村の1市2町1村が設立している一部事務組合。

## 概要

### 事務所
- 岩手県二戸市下斗米字細越20-1

### 主な事務内容
- 二戸地区広域市町村圏計画の策定及びその計画に基づく事業の実施に関する事務
- 二戸地区ふるさと市町村圏計画の策定、計画に基づく事業の連絡調整及び事業の実施に関する事務
- ごみの処分並びにし尿の収集、運搬及び処分に関する事務
- ごみ処理施設及びし尿処理施設の設置及び管理運営並びに一般廃棄物の最終処分場の建設に関する事務
- 常備消防事務（消防団及び消防水利施設の維持管理に関する事務を除く）
- 介護保険事業に関する事務

### 組織
- 組合議会
  - 議員定数：13人（二戸市：6人、一戸町：3人、軽米町：2人、九戸村：2人）
- 組合執行機関
  - 管理者：1人（関係市町村長の互選）
  - 副管理者：1人（関係市町村長の互選）
  - 監査委員：2人

## 常備消防事務

### 概要
- 主力機械（2019年4月1日現在[1]） 
  - 普通消防ポンプ自動車：2
  - 水槽付消防ポンプ自動車：6
  - 屈折はしご付消防自動車：1
  - 救急自動車：6
  - 救助工作車：1
  - 指揮車：1
  - 広報車：5
  - 資機材搬送車：2

### 沿革
- 1973年4月1日 二戸市消防本部および二戸消防署が設置される[1]。
- 1974年4月1日 消防事務を共同処理するため二戸市・一戸町・軽米町・浄法寺町・九戸村の1市3町1村で二戸地区広域行政事務組合を設立[1]。
  - 1本部1署（二戸消防署）4分署（一戸・軽米・浄法寺・九戸）体制で発足。救急自動車を消防署・一戸分署に配備。
- 1975年
  - 1月14日 救急自動車を軽米分署に配備。
  - 9月22日 救急自動車を浄法寺分署・九戸分署に配備。
- 1990年10月4日 化学消防自動車を消防署に配備。
- 1996年
  - 3月29日 屈折はしご付き消防自動車を消防署に配備。
  - 11月1日 消防本部に課制を導入。
- 1998年2月1日 高規格救急自動車を消防署に配備。
- 1999年2月10日 救助工作車を消防署に配備。
- 2001年9月13日 高規格救急自動車を一戸分署に配備。
- 2002年12月12日 高規格救急自動車を軽米分署に配備。
- 2003年12月9日 高規格救急自動車を浄法寺分署に配備。
- 2004年12月14日 高規格救急自動車を九戸分署に配備。
- 2006年1月1日 二戸市・浄法寺町の新設合併に伴い、新たな二戸市が発足。
- 2015年11月1日 消防本部および消防署が移転（二戸市福岡字長嶺→二戸市金田一字上田面）。

### 組織
- 本部 - 総務課、消防課
- 消防署

### 消防署
| 消防署     | 住所                         | 分署 |
| ---------- | ---------------------------- | --- |
| 二戸消防署 | 二戸市金田一字上田面300番地2 | 一戸：二戸郡一戸町西法寺字関屋157-1 軽米：九戸郡軽米町大字軽米第3地割74番地1 浄法寺：二戸市浄法寺町下前田28番地2 九戸：九戸郡九戸村大字伊保内10地割11-6 |